# Enrico Pancera
Enrico Pancera (Caravaggio, 1882 – Milano, 7 agosto 1971) è stato uno scultore italiano.

## Biografia
Rimasto orfano durante la prima adolescenza, Pancera si trasferì da giovane a Milano, dove lavorò presso E. Pierotti (un formatore di gesso) e frequentò la scuola d'Arte Applicata del Castello Sforzesco. 
Si iscrisse successivamente all'Accademia di Brera, dove per maestri ebbe Giuseppe Mentessi, Guido Tallone e soprattutto lo scultore Enrico Butti, che fu una figura di riferimento soprattutto nei primi anni di attività.
La sua più importante committenza pubblica ricevuta è stata quella per la realizzazione del Monumento ai Caduti di Monza, frutto di un tormentato concorso, vinto nel 1923 ed inaugurato nel 1932.
Numerose sono state le sue opere scultoree, sia di piccole dimensioni che monumentali, in prevalenza per destinazione cimiteriale.
Pancera è stato insegnante presso l'Accademia Carrara di Bergamo.

## Musei
Elenco dei musei ed enti che espongono opere dell'artista:
- Cimitero, Chiavenna (SO)
- Cimitero monumentale, Caravaggio (BG)
- Cimitero, Viggiù (VA)
- Cimitero monumentale di Milano
- Cimitero monumentale di Monza
- Museo Casa Natale di Michelangelo Buonarroti, Caprese Michelangelo (AR)
- Palazzo Gallavresi, Caravaggio (BG)
- Palazzo Sassi de' Lavizzari, Sondrio

## Opere

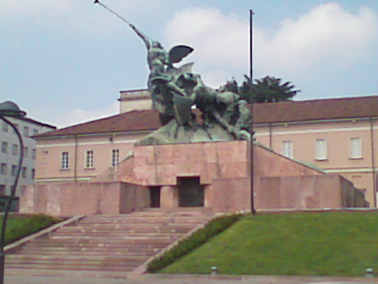
Monumento ai Caduti, Monza 1932
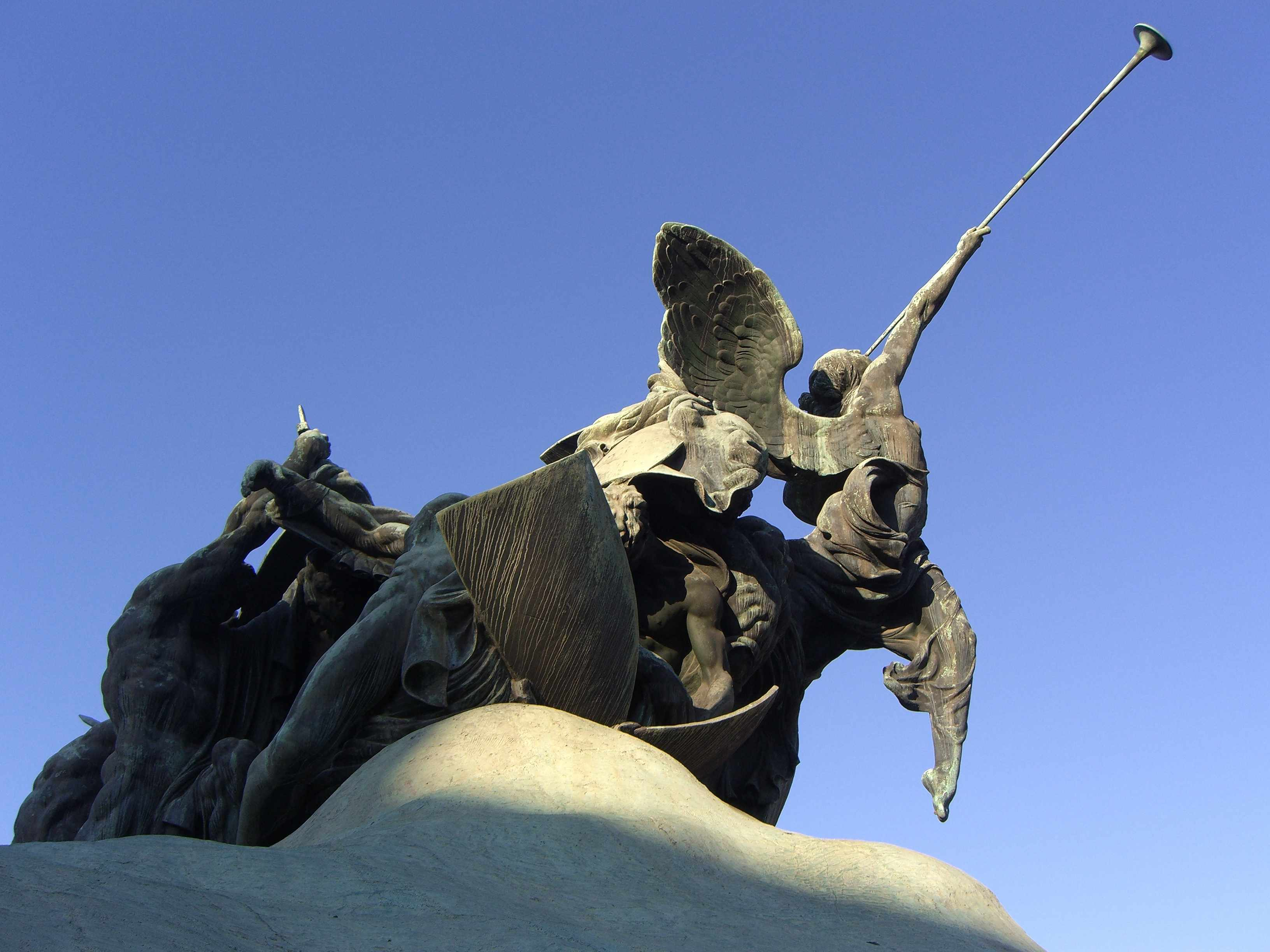
Monumento ai Caduti, 1923-1932 Monza
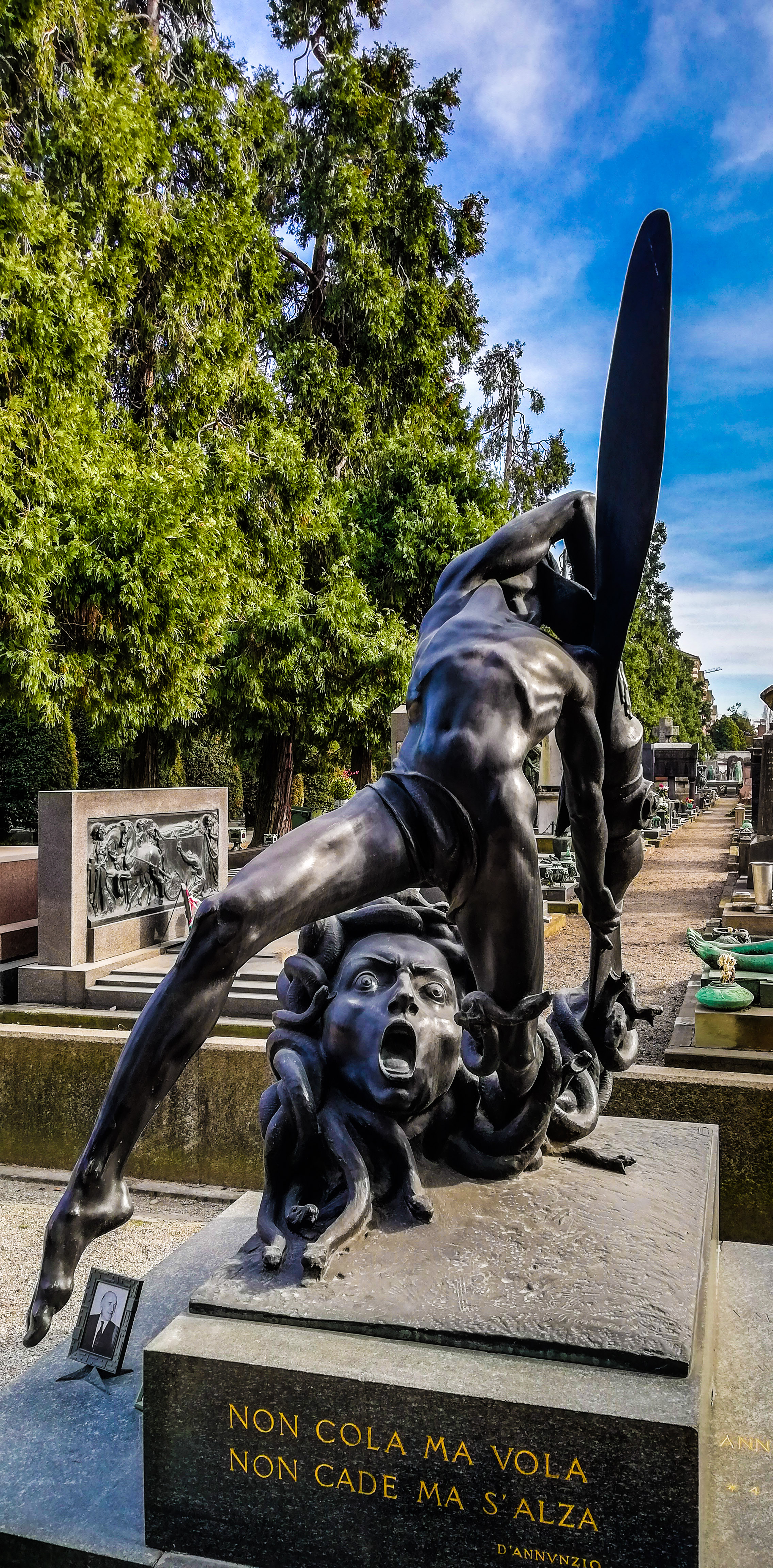
Tomba di U.Fabé, 1941 Milano, Cimitero Monumentale